# バイオリファイナリー
バイオリファイナリー（biorefinery）とは、再生可能資源であるバイオマスを原料にバイオ燃料や樹脂などを製造するプラントや技術のことである。

## バイオリファイナリーによって生産されるもの
- バイオ燃料
  - バイオエタノール
  - バイオブタノール
- 合成ガス
  - 水素
  - 二酸化炭素
- バイオ化学

## オイルリファイナリーに対するバイオリファイナリーのアドバンテージ
- 石油エネルギーへの依存の低下
- 環境負荷の小ささ